# Geodésicas sobre un elipsoide

Una geodésica sobre un elipsoide achatado.

El estudio de las geodésicas sobre un elipsoide se desarrolló en el ámbito de la geodesia, particularmente en la resolución de redes de triangulación. Teniendo en cuenta que la forma de la tierra se asemeja a una esfera achatada, es decir, a una esfera ligeramente comprimida en los polos, una geodésica representa el trayecto más corto entre dos puntos sobre tal superficie curva. El cálculo de geodésicas implica un conjunto de cálculos dentro de la trigonometría esférica, un enfoque matemático que fue explorado por Euler en 1755.
Si la forma de la tierra fuese una esfera, las geodésicas serían círculos máximos (todos cerrados) y los problemas se resolverían con trigonometría esférica . No obstante, Newton (1687) demostró que el efecto de la rotación de la Tierra hace que ésta no sea esférica sino que se parezca a un elipsoide ligeramente achatado. En este caso, el ecuador y los meridianos son las únicas geodésicas cerradas simples. Finalmente, si el elipsoide se perturba aún más para convertirse en un elipsoide triaxial (con tres semiejes distintos), sólo se tendrían tres geodésicas cerradas.

## Geodésicas sobre un elipsoide de revolución.
Las geodésicas se definen de varias maneras (Hilbert y Cohn-Vossen, 1952, pp. 220–221).  La definición simple es que son el camino más corto entre dos puntos de una superficie curva. Sin embargo, es más útil definirlas como caminos con curvatura geodésica cero, es decir, en cada punto a lo largo de la curva, la dirección de la curvatura está completamente en el plano tangente de la superficie en ese punto; esto significa que la curva se comporta localmente como una línea recta en la superficie. Es decir, la curva no se desvía hacia arriba ni hacia abajo de la superficie. Esta definición abarca geodésicas que viajan tan lejos a través de la superficie del elipsoide que comienzan a regresar hacia el punto de partida, de modo que otras rutas son más directas, e incluye caminos que se cruzan o vuelven a trazarse. Los segmentos suficientemente cortos de una geodésica siguen siendo la ruta más corta entre sus puntos finales, pero las geodésicas no son necesariamente globalmente mínimas (es decir, la más corta entre todas las rutas posibles). Todo camino globalmente más corto es una geodésica, pero no al revés.
Hasta finales del siglo XVIII, se aceptaba que la forma de la Tierra se aproximaba a un elipsoide de revolución, también conocido como esferoide. Por lo tanto, el proceso de ajustar redes de triangulación consistía en referenciar todas las mediciones a un elipsoide de referencia y abordar el problema resultante en dos dimensiones como un ejercicio tradicional de trigonometría esférica. (Bomford, 1952, Chap. 3) (Leick et al., 2015, §4.5).

Figura 1. Un AB geodésico sobre un elipsoide de revolución. N es el polo norte y EFH se encuentra en el ecuador.

En el cálculo de geodésicas es posible categorizar dos tipos de problemas. Considere que tiene dos puntos: 
- A en latitud φ1 y longitud λ1
- B en latitud φ2 y longitud λ2 (ver Figura. 1).

La geodésica de conexión (de A a B ) es AB, de longitud s12, que tiene acimutes α1 y α2 en los dos puntos extremos. En este contexto, los dos problemas geodésicos considerados son:
1. El problema geodésico directo o primer problema geodésico: dados A, α1 y s12, determine B y α2 ;
2. El problema geodésico inverso o segundo problema geodésico, dados A y B, determina s12, α1 y α2 .

Como se ve en la Fig. 1, esto implica resolver el triángulo NAB dado un ángulo, α1 para el problema directo y λ12 = λ2 − λ1 para el problema inverso, y sus dos lados adyacentes. Para una esfera las soluciones a estos problemas son ejercicios simples de trigonometría esférica, cuya solución viene dada por fórmulas para resolver un triángulo esférico.
Clairaut, en 1735, identificó la constante característica que define las geodésicas en un elipsoide de revolución. Posteriormente, Legendre y Oriani en 1806, seguidos por trabajos adicionales en 1808 y 1810, desarrollaron una metodología sistemática para determinar las trayectorias de las geodésicas. Bessel, en 1825, ofreció una solución exhaustiva al problema directo, incluyendo tablas computacionales y un caso práctico resuelto.

Durante el siglo XVIII, las geodésicas eran llamadas "líneas más cortas". El término "línea geodésica"  fue acuñado por Laplace (1799b) :
Nous désignerons cette ligne sous le nom de ligne géodésique [Llamaremos a esta línea línea geodésica ].

En otros campos se prefirió línea geodésica, abreviada como geodésica .